# Anton Ponkrashov
Anton Aleksandrovich Ponkrashov (em russo:  Антон Александрович Понкрашов; Leningrado, 23 de abril de 1986) é um basquetebolista profissional russo. Atualmente joga na Liga Russa de Basquetebol Profissional pelo CSKA Moscou (basquetebol).